# Salabat Jang

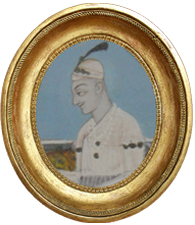
Salabat Jang, 18e-eeuws miniatuurportret.

Mir Sa'id Muhammad Khan Siddiqi, Salabat Jang (Haiderabad, 24 november 1718 - Bidar, 16 september 1763) was nizam van Haiderabad tussen 1751 en 1762. Hij kwam met Franse militaire steun aan de macht na de moord op zijn neef Muzaffar Jang en regeerde als marionet. In ruil stond hij aan de Fransen grote gebieden af, zodat van het oorspronkelijke gebied van zijn vader, de nizam ul-mulk Asaf Jah I, slechts een rompstaat overbleef.

## Opvolgingsstrijd
Salabat Jang was de derde zoon van de nizam ul-mulk. Als voormalig onderdeel van het Mogolrijk kende Haiderabad geen primogenituur. Toen de nizam ul-mulk in 1748 stierf liet hij zes zoons en een kleinzoon na die allen aanspraak op de troon maakten. De oudste zoon, Ghaziuddin Feroze Jang, was op dat moment in Delhi, waar zijn vader hem had achtergelaten als vizier van de Mogolkeizer Muhammad Shah, over wie hij een oogje in het zeil wilde houden. In plaats daarvan riep de tweede zoon, Nasir Jang, zichzelf uit als nieuwe vorst van Haiderabad. De nizam ul-mulk had echter in zijn testament zijn kleinzoon Muzaffar Jang als opvolger aangewezen, en deze kreeg militaire steun van de Fransen, die de opvolgingsstrijd aan wilden grijpen om hun invloed over Haiderabad uit te breiden. Hun rivalen, de Britten, kozen daarop de zijde van Nasir Jang. Salabat Jang werd door zijn broer als potentieel gevaar gezien en gevangengenomen. Hij bevond zich tijdens zijn broers campagnes in de Carnatic in diens kamp.
De strijd leek ten einde toen Muzaffar Jang in 1750 door zijn oom Nasir Jang gevangengenomen werd, maar de laatste werd nog hetzelfde jaar vermoord door Himmat Khan, de nawab van Kurnool, een vazal van Haiderabad die de aanslag in het geheim met Franse steun beraamd had. Muzaffar Jang werd daarna algemeen als nizam erkend en met Franse militaire steun op de troon in Haiderabad geïnstalleerd. Dit betekende geen verandering in Salabat Jangs situatie, want in plaats van zijn broer hield zijn neef hem nu gevangen.
Himmat Khan en andere hovelingen uit Muzaffar Jangs gevolg waren ontevreden vanwege wat zij zagen als een gebrek aan beloning voor hun hulp bij het uit de weg ruimen van Nasir Jang. Zes weken nadat Muzaffar Jang was uitgeroepen tot nizam, werd hij op de terugweg naar Haiderabad door deze hovelingen in een hinderlaag gelokt en gedood. De Franse commandant de Bussy, die Muzaffar Jang vergezeld had, riep nu Salabat Jang uit tot nieuwe nizam.

## Regering en dood
Salabat Jang regeerde elf jaar lang met Franse steun in Haiderabad, hoewel zijn regering nooit erkend werd door de Mogolkeizer. Een van zijn eerste daden als nizam was zijn twee jongere broers gevangen laten zetten.
Salabat Jang probeerde tot vrede met de Maratha's te komen, wiens steun hij wilde gebruiken om zijn positie als nizam te verstevigen. Hoewel het aanvankelijk tot een niet-aanvalsverdrag met de peshwa kwam, werd dit onder invloed van de Bussy in november 1751 weer verbroken. De Fransen hadden baat bij een vijandige relatie tussen Haiderabad en de Maratha's, omdat het de nizam afhankelijker maakte van hun militaire steun. Ze betaalden de diwan (de "eerste minister" van Haiderabad) om schermutselingen in het grensgebied met de Maratha's uit te lokken.
Ondertussen had Salabat Jangs oudste broer, Ghaziuddin Feroze Jang, besloten zijn aanspraak op de troon te doen gelden. Ghaziuddin kon rekenen op steun van zowel de Mogolkeizer als de peshwa, die Salabat Jang niet langer vertrouwde. Ghaziuddin zegde de peshwa gebieden ten westen van Berar toe in ruil voor militaire steun. Hij trok met een groot leger op uit Delhi. Salabat Jang trok hem tegemoet. De broers ontmoetten elkaar in oktober 1752 in Aurangabad, maar in plaats van slag te leveren kwam het tot onderhandelingen, waarbij Salabat Jang zijn oudere broer als nizam erkende. Enkele dagen later werd de laatste echter vergiftigd.
Salabat Jang leek nu stevig op de troon te zitten, maar zijn regering werd gekenmerkt door zijn angst voor een Britse aanval en verraad door zijn overgebleven familieleden en hovelingen. De Bussy maakte daar handig gebruik van door de Franse invloed over de nizam te vergroten. Salabat Jang rekende voor zijn persoonlijke veiligheid op het Franse regiment, waardoor hij in de praktijk compleet onder de Bussy's invloed kwam te staan. Om de Franse troepen te betalen putte hij de schatkist uit. De hovelingen zagen de grote invloed van de Franse commandant met argwaan aan. Om zich van de steun van de Fransen te kunnen zeker stellen droeg Salabat Jang gebied rond de plaatsen Ellore, Rajamundri en Sicacole aan de Indiase oostkust, dat bekendstond als de "noordelijke Circars", over aan de Franse gouverneur Dupleix.
In 1756 brak er oorlog uit tussen Engeland en Frankrijk, en werd de Bussy teruggeroepen naar Pondicherry om de stad te helpen verdedigen. De oorlog verliep ongunstig voor de Fransen. Een Britse strijdmacht onder Eyre Coote viel vanuit Bengalen de noordelijke Circars binnen en versloeg de Fransen. Zonder zijn Franse garnizoen ter bescherming voelde Salabat Jang zich bedreigd. Dezelfde Franse steun had hem impopulair gemaakt onder zijn hovelingen en officieren. Hij benaderde de Britten daarom voor steun. In ruil kregen dezen de heerschappij toegezegd over al het gebied dat eerder aan de Fransen was afgestaan.
Haiderabad leek zwak te staan. De peshwa van de Maratha's, Nana Sahib, viel daarom in oktober 1759 het gebied van de nizam binnen. In een paar maanden tijd veroverden de Maratha's grote delen van het westen van het rijk van de nizam. In februari 1760 werd een verdrag getekend: in ruil voor vrede stond Salabat Jang Burhanpur, Daulatabad, Ahmednagar en Bijapur af aan de Maratha's.
De hovelingen in Haiderabad hadden genoeg van hun zwakke vorst. Op 7 juli 1762 pleegden ze een coup waarbij Salabat Jang werd vervangen door zijn jongere broer Nizam Ali. Salabat Jang werd in het fort van Bidar gevangengezet en op 16 september 1763 werd hij daar op bevel van zijn broer in zijn cel gewurgd.